# 神田泰典
神田 泰典（かんだ やすのり、1938年2月22日 - 2018年2月7日）は、日本のコンピュータ技術者である。日本語情報処理の分野において多大な功績を残した。2006年時点での肩書は富士通株式会社顧問だった。

## 業績
- 日本語処理拡張機構JEFの開発
それまでのコンピュータは英字とせいぜいカタカナが扱える程度であったが、JEFによって富士通のメインフレーム（汎用機）は「日本語の漢字かな混じり文を扱えるIBM互換のコンピュータ」となった。これによって富士通の売り上げは日本IBMを抜き、それまで全世界の市場でトップシェアを誇っていたIBMが初めてその国の現地法人に敗北を喫することとなった。
- 親指シフトキーボードと、かな漢字変換システムの開発
この成果は日本語ワードプロセッサOASYSシリーズとして商品化された。
OASYSシリーズの販売は、ワープロという1970年代末に生まれた新しい種類の商品に、親指シフトという独自仕様を盛り込んで一般消費者にも購買を訴えるものであった。それまで官需や大企業を顧客としていた富士通にとっては前例のない挑戦であり、会社としてのプレッシャーも相当なものであった。そこで富士通は、開発リーダーである神田をカリスマとして担ぎ上げる作戦に打って出た。この時期に神田は「親指教教祖」「OASYS教教祖」としてテレビや雑誌などのマスコミに多数出演している。
.
広辞苑CD-ROM、EPWINGなどで電子出版への貢献も大きく、日本電子出版協会もこれに呼応する形で1986年に設立された。

## 経歴
- 1938年 奈良県生まれ
- 1960年 大阪大学工学部通信工学科卒業
- 1960年 富士通株式会社入社
以降、メインフレーム（汎用機）のハードウェアの設計に携わる。
- 1977年 JEFとOASYSの開発を開始
- 1979年 JEF発表
- 1980年 OASYS100発売
- 2003年7月より 富士通株式会社顧問
- 2018年2月7日、79歳で逝去

## 著書

### 単著
- 「コンピュータ ― 知的『道具』考」日本放送出版協会 ISBN 4-140-01478-4
- 「Nettownに市場を築け 富士通のメディア戦略」ダイヤモンド社 ISBN 4-478-37044-3

### 共著
- （森出 茂樹）「わかる!ストリーミング」オーム社 ISBN 4-274-07937-6